# Лаго Борачиферо (Гросето)
Лаго Борачиферо (итал. Lago Boracifero) је насеље у Италији у округу Гросето, региону Тоскана.
Према процени из 2011. у насељу је живело 51 становника. Насеље се налази на надморској висини од 198 м.